# Srečanje igralcev italijanske komedije v parku
Slika Srečanje igralcev italijanske komedije v parku Jean-Baptista Patra je slika, ki izstopa po rokokojskem slogu ter podrobni in premišljeni kompoziciji. Umetniku je uspelo ujeti bistvo skupine igralcev iz Comédie-Italienne v parku z ozadjem dreves in listja, ki mu daje naraven in svež pridih.
Uporaba barve je še en zanimiv vidik tega dela. Nežni pastelni odtenki roza, modre in rumene ustvarjajo živahno in veselo vzdušje. Kostumi igralcev so bogato okrašeni z zlatimi in srebrnimi detajli, ki jim dajejo razkošen in eleganten videz.
Comédie-Italienne je bila zelo priljubljena francoska gledališka skupina v 18. stoletju, Pater pa je bil eden od umetnikov, ki so iz njihovih predstav črpali navdih za ustvarjanje svojih del. To posebno sliko je naročil kralj Ludvik XV. Francoski, ki je bil velik občudovalec Comédie-Italienne in Paterjevega dela.
Domneva se, da je Pater v sliko vključil nekaj svojih prijateljev in družine, kar ji je dalo bližino in osebno noto. Predlagali so tudi, da je slika nekakšen poklon gledališkemu in gejevskemu življenju tistega časa, ki je bil v nasprotju s togostjo in formalnostjo francoskega dvora.
Podrobna kompozicija, uporaba barv ter zanimiva in malo znana zgodovina dela sliko zanimivo. Je predstavitev talenta in ustvarjalnosti Jeana-Baptista Patra ter okno v gledališko in veselo življenje Francije 18. stoletja.

## Izvor
Zbirka M. Prousteauja, stotnika mestne garde Pariza junija 1950 (glede na črko Duflosove gravure, ki jo je objavil Mercure de France junija 1750); razprodaja zbirke Prousteau, Pariz, 5. junij 1769, št. 41; Razprodaja Choiseul-Praslin, Pariz, 18. februar 1793, št. 163, prodan za 402 franka s parom Desmaretu; zbirka H. Broadwooda v Londonu, že leta 1839 v njegovi lasti; Broadwood sale, London, Phillips, 13. junij 1848, še vedno s parom, pod št. 177; zbirka Louis La Caze, Pariz; leta 1869 zapustil muzeju Louvre.